# Maison Murashu
La maison Murashu est une famille d'entrepreneurs et de prêteurs basée à Nippur en Babylonie sous domination perse au Ve siècle av. J.-C.. Ils ont laissé des archives de centaines de textes cunéiformes qui sont souvent utilisés pour comprendre les affaires et la société dans l'empire achéménide. Ses archives permettent de poursuivre l'étude de la vie quotidienne d'une famille bourgeoise en Mésopotamie après l'arrêt soudain des archives de la maison Egibi.

## Identité
Murašû (ou Murashu) signifie chat sauvage. Ce mot est translittéré de mu-ra-šu-ú, écrit en cunéiforme syllabique. Le nom de famille est celui du patriarche à l'origine de la lignée,,,,.

## Les archives familiales
Une grande partie des preuves archéologiques sur la famille provient d'une maison à Nippur, trouvée dans les vestiges d'une pièce de 6 mètres sur 3 du bâtiment. Ces vestiges ont été découverts en 1893 lors de la troisième expédition de l'Université de Pennsylvanie sur le site, dirigée à l'époque par John Henry Haynes (en). Connues sous le nom d'archives de Murashu, elles se composent de tablettes d'argile, 879 au total (879 en 2005 Provan, Long, Longman ; 835 en 2001 Greenfield, Paul, Stone, Pinnick ; 800 en 1999 Mieroop ; et 650 en 1995 Schramm) écrites en araméen et en akkadien. Les archives comprennent 657 types de sceaux différents (Bregstein),,,,,,,,,,,,,.
Les tablettes de Murashu donnent un aperçu de ce qu'était la vie des descendants juifs du Ve siècle de l'exil et de la captivité babylonienne. Après la prise de Babylone par le roi perse Cyrus le Grand le 12 octobre 539, celui-ci autorisa et aida à financer le retour des Juifs en Judée avec l'édit de Cyrus en 538. Les tablettes de Murashu datent de cette période, après que les Juifs ont été autorisés à retourner en Judée. Le fait que la maison Murashu ait fait des affaires avec des Juifs qui avaient décidé de rester à Nippur plutôt que de retourner en Judée suggère que la vie dans la Nippur contrôlée par les Perses était au moins quelque peu tolérable pour les Juifs.
Les tablettes parlent d'un de ces Juifs, Udarna, fils de Rahim-ili. Une partie des biens d'Udarna a été volée par son frère et son neveu. Afin de pouvoir récupérer ses biens, Udarna porte plainte auprès de Bel-nadin-shumu, l'un des descendants de Murashu. Udarna s'est vu restituer ses biens. En outre, aucune charge n'a été retenue contre son frère ou son neveu. Ils ont également convenu qu'aucun descendant d'Udarna ne porterait jamais plainte contre le frère ou le neveu d'Udarna ou leur descendance. Cette interdiction de porter plainte contre le frère et le neveu d'Udarna ou les générations suivantes a apparemment été mise en œuvre pour éviter une vendetta qui aurait pu durer des générations.
Ils ont également convenu qu'aucun descendant d'Udarna ne porterait jamais plainte contre le frère ou le neveu d'Udarna ou leur descendance[20]. Cette interdiction de porter plainte contre le frère et le neveu d'Udarna ou les générations suivantes a apparemment été mise en œuvre pour éviter une vendetta qui aurait pu durer des générations.
Notamment, les noms hébreux contenus dans les tablettes qui commencent par יהו (Yod Heh Waw) sont tous écrits « Yahu- » et jamais « Yeho ». Ce témoignage des documents du Murashu correspond donc à celui d'autres sources : après l'Exil, la forme ordinaire du nom divin utilisé comme élément théophore initial était yahu,.

## Activités
Hilprecht considère le groupe (« firme ») comme des banquiers et des courtiers, qui ont effectué des opérations de prêt et de commerce dans le sud et le centre de la Babylonie pendant une période de 50 ans à partir de la fin du Ve siècle (Dandamaev, Lukonin, Kohl).
Trois générations de la famille sont attestées dans les documents de Nippur. Les archives (documentation « légale ») concernent les moins riches de Nippur vivant dans les quartiers extérieurs de la ville, mais aussi les intérêts de la royauté et de ceux qui y sont associés, participant en tant que fonctionnaires à leur domaine. Les objets sont datés de l'époque du règne des rois Artaxerxès I et Darius II, (de 465, 464 ou 455 à 404 ou 403 avant notre ère),,,,,,,,,.
L'activité principale de la famille était la gestion de fiefs et de domaines, les membres étant principalement actifs en tant que créanciers pour les travailleurs des entreprises agricoles, dans le prêt et la fourniture d'équipements, de semences, d'outils, d'irrigation et d'animaux à cette fin, à des particuliers, y compris des Juifs, ces derniers étant concernés par le livre d'Ezéchiel. Les archives fournissent des informations sur les interactions, les accords et autres avec 100 familles juives. La famille employait plus de 60 agents. La maison louait des parcelles de terre appartenant à des fonctionnaires (23 fonctionnaires de la haute cour) et à des guerriers (terres à arc, terres à cheval et terres à char) en transférant les loyers et les taxes subséquentes à la famille royale. Le gouvernement utilisait la famille pour collecter l'impôt sur les terres (harāka, en vieux perse : la famille « fermait » les impôts). Enfin, la famille était en relation avec 2 500 personnes différentes, comme l'indique le document d'archives lorsque Schniedewind déclare qu'il s'agit au total d'un « ...onomasticon de quelque 2 500 noms... »,,,,,,,,,,,,,,,,,.
Les activités de la famille étaient centrées sur la Basse Mésopotamie et n'impliquaient pas de commerce avec des régions éloignées. Les membres de la famille se rendaient parfois à Suse, la capitale achéménide (en Élam, à environ 200 kilomètres), où ils restaient pendant des mois pour s'occuper d'affaires financières et juridiques. Leurs activités se situaient à la limite de la légalité, comme lorsqu'ils obtenaient le droit exclusif d'exploiter des terres qu'ils n'avaient pas le droit d'acheter, mais ils aidaient aussi les gens à payer leurs impôts et à servir en tant que conscrits, et il semble que leurs activités aient finalement été interrompues ou restructurées par les fonctionnaires du roi, ce qui a conduit quelqu'un à ranger les textes qui constituent aujourd'hui les archives du Murashu.

### Ouvrages
- JA Thompson - The Bible and archaeology Paternoster Press, 1973, dernière consultation le 2012-07-10
- S Moshenskyi -  History of the Weksel Sergei Moshenskyi, 1 Aug 2008, dernière consultation le 2012-07-10  (ISBN 1436306949)
- KR Nemet-Nejat - Daily Life in Ancient Mesopotamia Greenwood Publishing Group, 1998, dernière consultation le 2012-07-10  (ISBN 0313294976)
- JJ Collins, PW Flint - The Book of Daniel: Composition and Reception, Volume 1 BRILL, 2001, dernière consultation le 28 juillet 2021  (ISBN 9004116753)
- M.Dandameyev - [L Finkelstein, WD Davies eds.]- The Cambridge History of Judaism: Introduction; The Persian period Cambridge University Press, 16 Feb 1984, dernière consultation le 28 juillet 2021  (ISBN 0521218802)
- Cardascia, G. 1951, Les Archives des Murašû. Une famille d’hommes d’affaires babyloniens à l’époque perse (455-403 av. J.-C.). Imprimerie Nationale, Paris.
- Stolper, M. W. 1985, Entrepreneurs and Empire. The Murašû Archive, the Murašû Firm, and Persian Rule in Babylonia, PIHANS 54, NINO, Leiden.
- Francis Joannès, "La fin de Rēmūt-Ninurta, chef de la maison Murašû," Arta 2020.003 http://www.achemenet.com/pdf/arta/ARTA_2020.003_Joannès.pdf